# كارول تيسون
كارول تيسون (بالإنجليزية: Carol Tyson)‏ هي عدائة مشي بريطانية، ولدت في 15 ديسمبر 1957 في كيسويك، كمبريا في المملكة المتحدة، وتوفيت في 12 يونيو 2005.